# 点検商法
点検商法（てんけんしょうほう）とは、点検と称して訪問し、点検作業を行い、虚偽報告や不安をあおることで、商品購入、工事契約や役務提供契約を勧め、異常に高価な工事代金請求や商品の売りつけを行う悪徳商法のことである。また、点検の結果見つかった屋根・床下・機器の故障や劣化について、法外な金額で修理や機器の交換を勧めることもある。

## 概要
屋根、床下、シロアリ防除、外壁、消火器、火災報知器、電気、水道、ガス、電話機、布団、床下換気扇などの点検と称して、家に上がり込んで点検作業を行い、「点検したところ、故障や有効期限切れが発見されたので機器の交換が必要」「法律が改正され、設置が義務付けられる」などとして商品の購入を勧めたり、「（持ち込んだシロアリを見せて）シロアリがいましたので消毒が必要」「家の土台が腐っているので補強工事が必要」「布団にカビが発生しているので交換が必要」などとして役務提供契約を勧める場合がある。

## 詳細
生命保険においても、営業社員が「保障の点検」「契約内容の確認」「新しい制度のお知らせ」等と騙って契約者宅を訪問し、本来の目的はそこそこに新契約の営業を行うケースもある。新契約の販売目的を告げずに契約者宅を訪問することは特定商取引法違反である。
点検商法のなかには、消防署、電力会社、水道局、ガス会社、電話会社職員などの虚偽の身分を騙ったり暗示するような服装を使う、いわゆる騙り商法もある。
2004年頃から多発している高齢者などを狙った悪質な住宅リフォーム（特に床下の防湿、耐震工事など）も、この点検商法の一つである。
2006年6月1日に改正消防法が施行され、新築住宅に住宅用火災警報器の設置が義務付けられた。既存住宅への設置義務には猶予期間があるが、これを告げずに高値で購入を強要する悪徳業者が存在する。